# Ruggero Leoncavallo
Ruggero Leoncavallo (n. 23 aprilie 1857, Napoli, Regatul celor Două Sicilii – d. 9 august 1919, Montecatini Terme, Toscana, Italia) a fost un compozitor, pianist și dirijor italian, care a devenit, alături de Pietro Mascagni, un inițiator al verismului îndreptat împotriva romantismului din muzica italiană. Excelent versificator, și-a scris singur libretele.

## Creații

### Opere
Operele lui Leoncavallo au o dramaturgie solidă și o linie melodică intensă și sinceră, având pronunțate accente lirice:
- 1892 Paiațe – operă în două acte, pe un libret propriu
- 1897 Boema
- 1900 Zaza

### Balet
- Viața de marionetă

### Simfonii
- Poem simfonic
- Romanțe